# アレックス・プロヤス
アレックス・プロヤス（Alex Proyas, 1963年9月23日 - ）は、オーストラリアの映画監督、脚本家、プロデューサー。
ギリシャ人を両親にエジプト・アレクサンドリアで生まれ、3歳の時にシドニーに移住している。映画監督になる前は多くのコマーシャルやミュージック・ビデオを手がけた。

## 主な作品
- スピリッツ・オブ・ジ・エア Spirits of the Air, Gremlins of the Clouds（1988年）- 監督・脚本・製作
- クロウ/飛翔伝説 The Crow（1994年）- 監督
- ダークシティ Dark City（1998年）- 監督・原案・脚本・製作
- ガレージ・デイズ Garage Days（2002年）- 監督・原案・脚本・製作
- アイ,ロボット I, Robot（2004年）- 監督
- ノウイング Knowing（2009年）- 監督・製作
- キング・オブ・エジプト Gods of Egypt（2016年）- 監督・製作